# Rotheca amplifolia
Rotheca amplifolia là một loài thực vật có hoa trong họ Hoa môi. Loài này được (S.Moore) R.Fern. mô tả khoa học đầu tiên năm 2000.